# Társas összejövetel

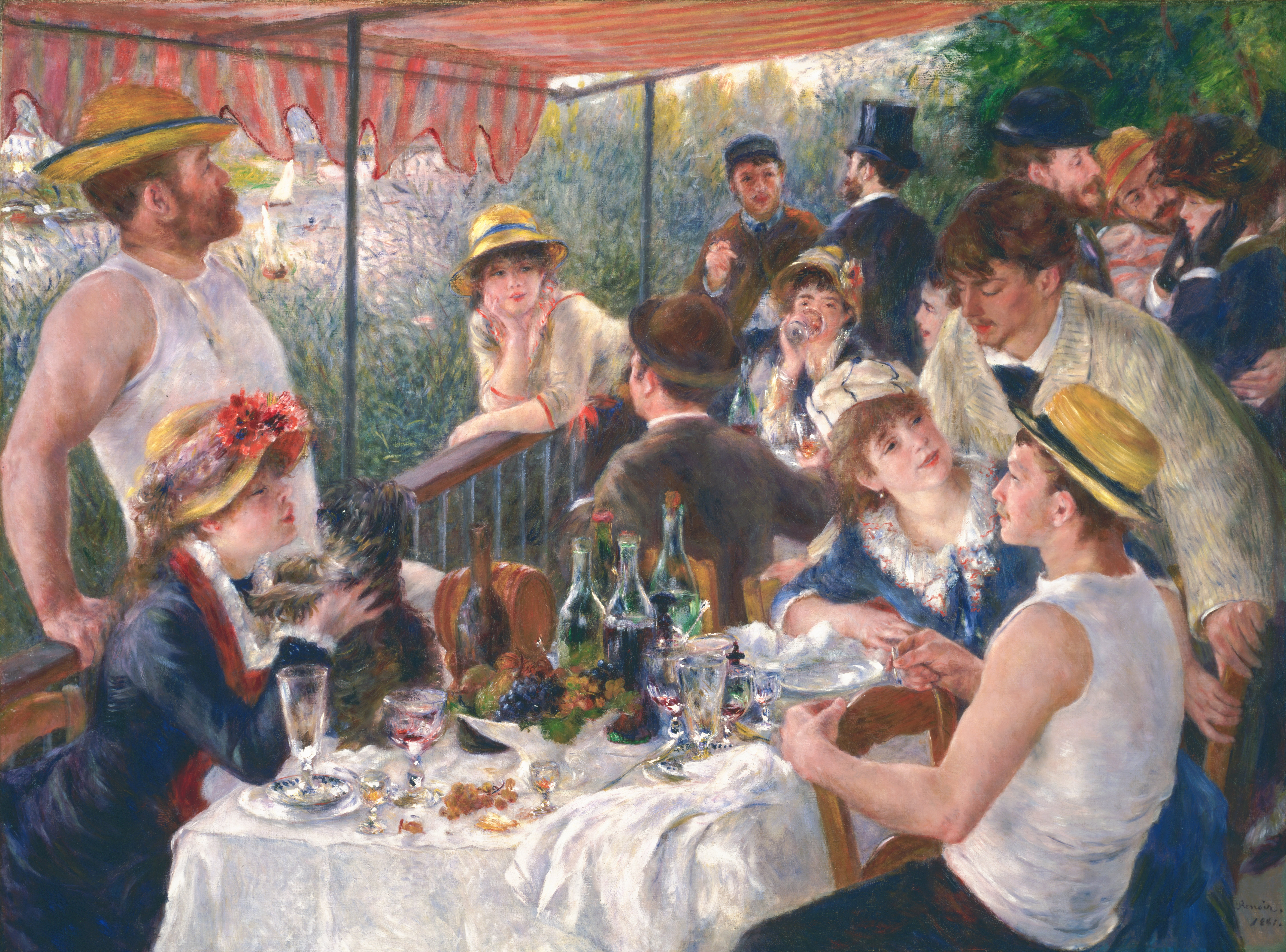
Pierre-Auguste Renoir egyik festménye hajós társas összejövetel keretében tartott ebédet örökít meg

A társas összejövetel, avagy némileg közkeletűbb elnevezéssel élve buli, illetve parti vendéglátó egységben, lakásban vagy magánházban megrendezett találkozó, melyen elsősorban barátok, ismerősök, illetve rokonok töltenek együtt időt, szórakoznak. Gyakran valamely családi, nemzeti vagy világünnep alkalmából kerül szervezésre, és rendszerint itallal, étellel, illetve zenével, tánccal mulathatnak a meghívottak. A nyugati világ országaiban hagyományosan szeszfogyasztással párosul.

## Típusai

### Születésnapi buli
A születésnapi buli az ünnepelt személyt világrajövetelének évfordulóján tiszteli meg. A mára elterjedt, különböző születésnapi ünnepszokások eredetileg többnyire az ókori vallási és spirituális dogmákhoz vezethetőek vissza. Egészen a 4. századig elítélte azokat a kereszténység, mert pogány babonának vélte.

### Estély
Az estély a mai értelmében késői napszakban tartott fényűző rendezvény, mely többnyire elegáns jellegű.

### Koktélparti
A koktélparti kifejezés - az angol cocktail party magyarosított írásmódú alakja - olyan állófogadásra vonatkozik, amelyen főképpen kevert alkoholos italt, azaz koktélt szolgálnak föl. Általában kizárólag halk, hangulatkeltő háttérzenét játszanak, és elsősorban kisebb étvágyfalatot fogyasztanak a vendégek, ahogy könnyed társalgásban vesznek részt.

### Bál
A bál a formai kötöttségek szerint rendezett rangos összejövetel, amelyen javarészt a táncolás alkotja a műsort.